# (38231) 1999 NF54
1999 NF54 (asteroide 38231) é um asteroide da cintura principal. Possui uma excentricidade de 0.10978970 e uma inclinação de 13.24735º.
Este asteroide foi descoberto no dia 12 de julho de 1999 por LINEAR em Socorro.